# Oldfieldthomasia
Oldfieldthomasia és un gènere extint de mamífers notoungulats de la família dels oldfieldthomàsids que visqueren a Sud-amèrica durant l'Eocè, fa entre 38 i 56 milions d'anys. Se n'han trobat restes fòssils a la província argentina de Chubut. Les espècies d'aquest grup estaven dotades de dents de tipus braquidont. Tenien el cervell més aviat primitiu. El gènere fou anomenat en honor de l'eminent zoòleg britànic Oldfield Thomas.